# 问津寺
问津寺是位于中国湖南省浏阳市市区的一个汉传佛教寺庙，具体位于淮川嗣同路西侧，它是浏阳市佛教协会驻地。

## 历史

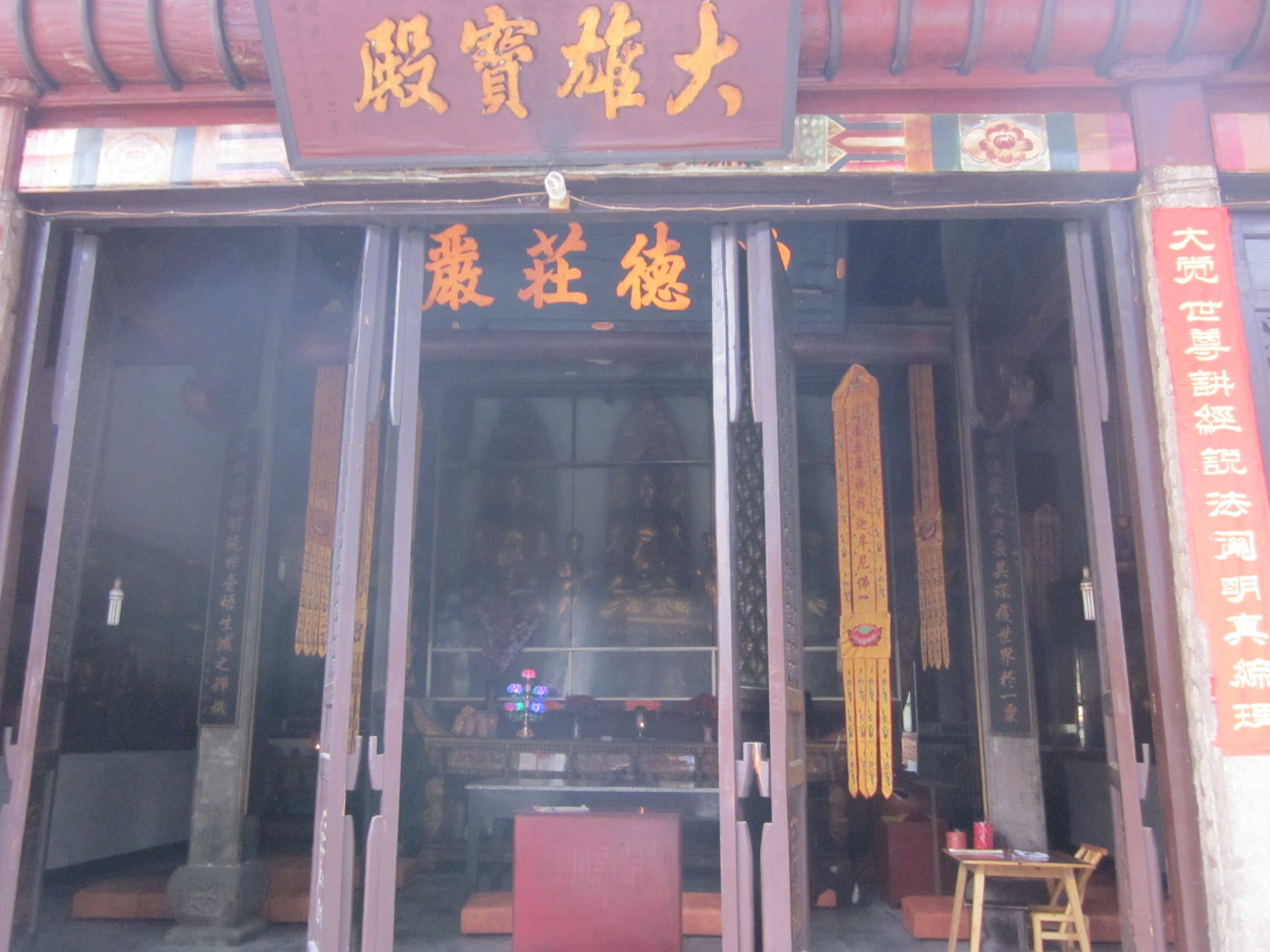
大雄宝殿。

827年（唐文宗大和二年）春天，问津寺建立，开山祖师是宗智禅师，当年他从江西瑞金到潭州途经此地。
1949年，中国共产党建立中华人民共和国之后，奉行无神论，寺庙停止宗教活动。
1966年，浏阳县城关运输队驻此。
1987年，城西小学扩建校舍，问津寺被拆除，仅存有两棵千年古樟和一棵大白果树。
1989年，浏阳县佛教协会会长柳蒲全在原址重建问津寺，占地面积达到660平方米，建筑面积达到400余平方米，1991年全面竣工。

## 建筑

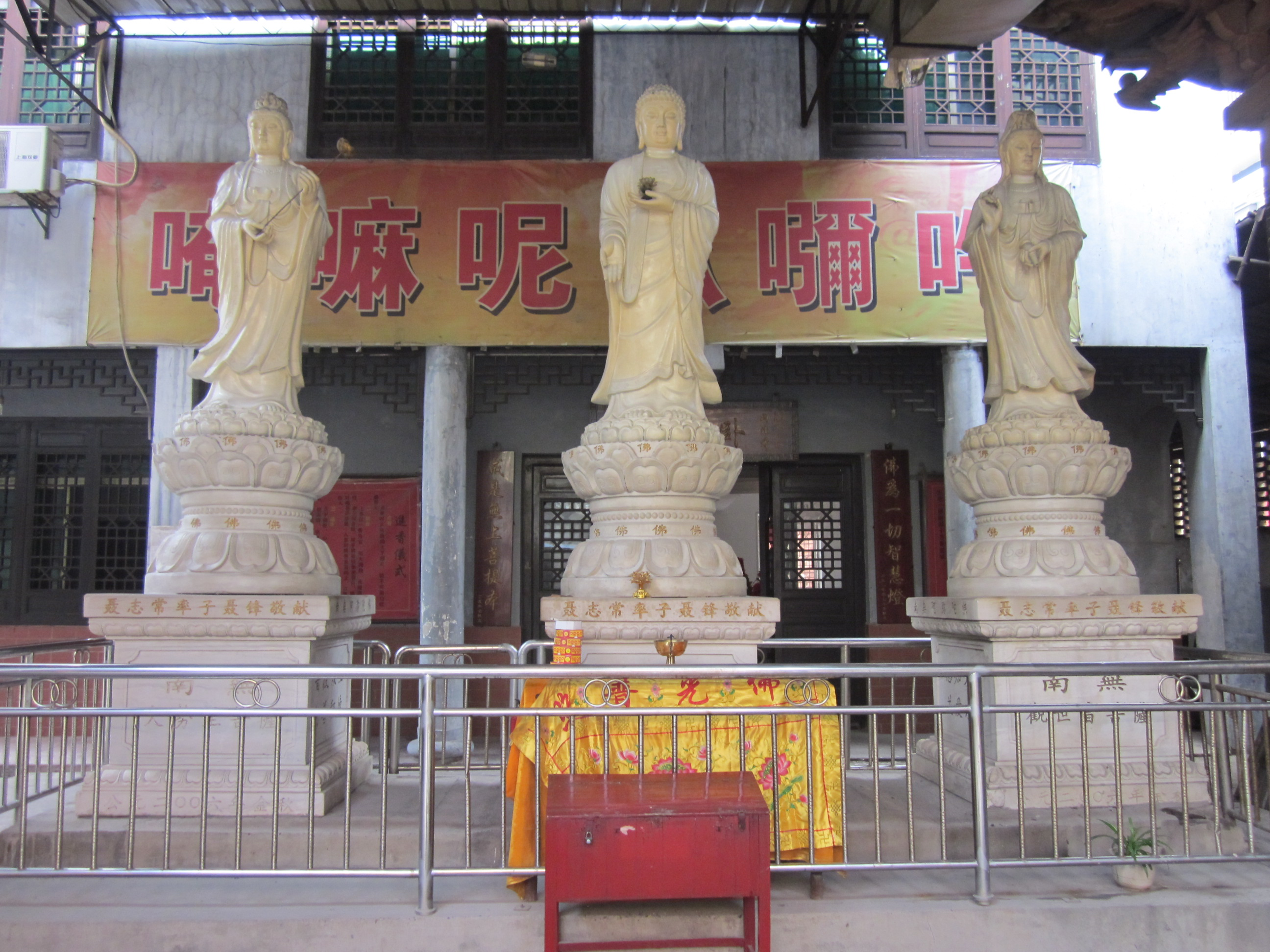
西方三圣雕像。

### 大雄宝殿
大雄宝殿是问津寺的主体建筑。

### 山门
- 第一道横书“古道胜境”金字匾额
- 第二道横书“问津古刹”
- 第三道横书“西坛庵”
- 第四道横书“瑞霭诸林”

### 其他
禅堂、罗汉堂、僧众堂 